# كلوتس
كلوتز (بالألمانية: Klütz) هي بلدة ألمانية تقع في ألمانيا في مكلنبورغ فوربومرن.[بحاجة لمصدر] يقدر عدد سكانها بـ 3,164 نسمة .

## المدن التوأمة
مدينة باد آرولزن هي مدينة توأمة لـكلوتز.